# クザンの定理
クザンの定理（英: Cousin's theorem）は次のような実解析学における定理である:
閉領域（現代的な用語でいえば閉かつ有界）の各点に対して半径が有限の円（現代的には近傍）が与えられているとき、この領域を有限個の部分領域に分けて、各部分領域がその部分領域内の点を中心とする与えられた円の内部に入るようにできる。
この結果はアンリ・ポアンカレの学生であるピエール・クザンによって1895年に確立・証明されたものである。それはコンパクト性に関するハイネ・ボレルの被覆定理の原型（{\displaystyle \mathbb {R} ^{n}} のコンパクト部分集合の任意の被覆に対するそれ）の拡張になっている。「クザンの定理」は一般にはアンリ・ルベーグに帰着でき、「ボレル＝ルベーグの定理」と呼び替えられた。ルベーグは1898年にこの結果を思いつき、1903年に彼の学位論文において証明した。
現在では、これは次のように述べられる:
{\displaystyle {\mathcal {C}}} を {\displaystyle [a,b]} の全被覆とする。つまり、{\displaystyle [a,b]} の閉部分区間の集まりであって、任意の {\displaystyle x\in [a,b]} に対して、ある {\displaystyle \delta >0} が存在して、{\displaystyle {\mathcal {C}}} は {\displaystyle [a,b]} の部分区間 {\displaystyle I} で {\displaystyle x\in I} かつ {\displaystyle \mathrm {length} (I)<\delta } なるものを全て含むとする。そのとき {\displaystyle [a,b]} の非重複な分割 {\displaystyle \{I_{1},I_{2},\ldots ,I_{n}\}} であって、{\displaystyle I_{i}=[x_{i-1},x_{i}]\in {\mathcal {C}}} かつ {\displaystyle a=x_{0}<x_{1}<\cdots <x_{n}=b} なるものが存在する。
さらに、「クザンの定理」（という言葉）は主としてヘンストック＝クルツヴァイル積分においてのみ用いられ、しばしば Fineness Theorem あるいはクザンの補題と呼ばれる。これは次のように述べられる：
もし {\displaystyle I:=[a,b]\subseteq \mathbb {R} } が非退化なコンパクト区間で、{\displaystyle \delta } が {\displaystyle I} で定義された任意のゲージならば、{\displaystyle I} の点付き分割であって {\displaystyle \delta }-細であるものが存在する。

## 証明
有界閉区間 {\displaystyle I=[a,b]} の点付き分割とは、次を満たす点列 {\displaystyle \{x_{i}\mid i\leq n\}} と {\displaystyle \{\xi _{i}\mid i<n\}} からなる：
{\displaystyle a=x_{0}<x_{1}<\cdots <x_{n}=b}
{\displaystyle x_{i}\leq \xi _{i}\leq x_{i+1}}
また {\displaystyle I} 上のゲージ {\displaystyle \delta } とは {\displaystyle I} 上定義された正の実数値を取る関数をいう。点付き分割が {\displaystyle \delta }-細であるとは、任意の {\displaystyle i<n} に対して {\displaystyle x_{i+1}-x_{i}\leq \delta (\xi _{i})} が成り立つことをいう。
いま有界閉区間 {\displaystyle I} とその上のゲージ {\displaystyle \delta } が与えられたものとする。このとき {\displaystyle I} の {\displaystyle \delta }-細な点付き分割が存在することを示そう。
各 {\displaystyle \xi \in I} を中心とし長さ {\displaystyle \delta (\xi )} の開区間を {\displaystyle I_{\xi }} と書く。すると {\displaystyle \{I_{\xi }|\xi \in I\}} は {\displaystyle I} の開被覆を成す。ハイネ・ボレルの被覆定理より {\displaystyle I} はコンパクトであるから、先の被覆から有限部分被覆 {\displaystyle \{I_{\xi }\mid \xi \in J\}} を取ることができる。ここで {\displaystyle J\subseteq I} は有限である。そこで点列 {\displaystyle \{\xi _{i}|i<n\}} を次のように再帰的に定義する：
{\displaystyle \xi _{0}=\min J}
{\displaystyle \xi _{i+1}=\min\{\xi \in J\mid \xi _{i}<\xi {\text{ and }}\xi _{i}+\delta (\xi _{i})/2\in I_{\xi }\}}
{\displaystyle b\in I_{\xi _{i}}} となったら構成を終える。
各 {\displaystyle 0<i<n} に対し、{\displaystyle \xi _{i-1}+\delta (\xi _{i-1})/2\in I_{\xi _{i}}} であって、{\displaystyle I_{\xi _{i}}} は開集合であるから、{\displaystyle I_{\xi _{i-1}}} と {\displaystyle I_{\xi _{i}}} は{\displaystyle (\xi _{i-1},\xi _{i})} のどこかで交わる。そこで {\displaystyle x_{i}} を {\displaystyle \xi _{i-1}<x_{i}<\xi _{i}} かつ {\displaystyle x_{i}\in I_{\xi _{i-1}}\cap I_{\xi _{i}}} となるように選択する。また {\displaystyle x_{0}=a,\ x_{n}=b} とおく。すると {\displaystyle x_{i},\xi _{i}} は {\displaystyle I} の点付き分割を成す。また、各 {\displaystyle i<n} に対して、{\displaystyle x_{i},x_{i+1}\in I_{\xi _{i}}} ゆえ、{\displaystyle x_{i+1}-x_{i}<\delta (\xi _{i})} が成り立つ。すなわち {\displaystyle x_{i},\xi _{i}} は {\displaystyle \delta }-細である。

## 参照
1. 1 2  Hildebrandt 1925, p. 29
2. ↑  Bartle 2001, p. 11